# نورث یورک
نورث یورک (به انگلیسی: North York) یک منطقهٔ مسکونی در شهر تورنتو در کانادا است. نورث یورک ۱۷۶٫۸۷ کیلومتر مربع مساحت و مطابق سرشماری سال ۲۰۱۶ ۶۴۴٬۶۸۵ نفر جمعیت دارد.
این منطقه در شمالِ شهر قدیمی تورنتو و مابین اسکاربرو در شرق و اتوبیکو در غرب واقع شده‌است.

## جمعیت‌شناسی
- چینی - ۱۴٪
- آسیای جنوبی - ۱۰٪
- سیاه‌پوستان کانادایی - ۹٪
- عرب/آسیای غربی - ۵٪
- فیلیپینی - ۴٪
- آمریکای لاتین - ۴٪
- کُره‌ای - ۳٪
- آسیای جنوب شرقی - ۲٪
- سایرین - ۲٪

ایرانی‌ها بیشتر در شمال خیابان یانگ سکنا دارند.
موزه آقاخان هم در این محله و در حوالی خیابان «وین‌فورد درایو» قرار گرفته‌است.

## خواهرخوانده
شهر کاسینو خواهرخواندهٔ نورث یورک هست.